# Donje Pećine
Donje Pećine (en cyrillique : Доње Пећине) est un village de Bosnie-Herzégovine. Il est situé dans la municipalité de Novi Travnik, dans le canton de Bosnie centrale et dans la fédération de Bosnie-et-Herzégovine. Selon les premiers résultats du recensement bosnien de 2013, il compte 263 habitants.

## Démographie

### Évolution historique de la population
| 1948 | 1953 | 1961 | 1971 | 1981 | 1991 | 2013 |
| ---- | ---- | ---- | ---- | ---- | ---- | ---- |
| -    | -    | 208  | 290  | 383  | 417  | 263  |

|  |

### Répartition de la population par nationalités (1991)
En 1991, les 417 habitants du village étaient tous croates.

### Communauté locale
En 1991, Donje Pećine faisait partie de la communauté locale de Pećine qui comptait 1 583 habitants, répartis de la manière suivante :